# Alexander Kamp
Alexander Kamp (* 14. Dezember 1993 in Kopenhagen) ist ein dänischer Radrennfahrer.

## Sportliche Laufbahn
2009 errang Alexander Kamp das Straßenrennen des Europäischen Olympischen Jugendfestivals, im Jahr darauf eine Etappe des Juniorenrennens Aubel-Thimister-La Gleize. 2011 entschied er jeweils die Gesamtwertung der Junioren-Rennen Aubel-Thimister-La Gleize und Driedaagse van Axel für sich, 2013 gewann er den Grand Prix de la ville de Nogent-sur-Oise.
2015 gewann Kamp die Eintagesrennen Skive-Løbet und GP Horsens. Im U23-Straßenrennen der Straßenweltmeisterschaften belegte er Rang fünf und in der Gesamtwertung der Dänemark-Rundfahrt Rang neun. 2016 entschied er den GP Horsens erneut für sich und wurde Siebter der Dänemark-Rundfahrt. Im selben Jahr wurde er zudem dänischer Meister im Straßenrennen. 2017 entschied er die Gesamtwertung der Tour du Loir-et-Cher für sich und 2019 die Gesamtwertung des Circuit des Ardennes. 2022 wurde er dänischer Straßenmeister.
Zur Saison 2023 wechselte Kamp zum neu als UCI ProTeam lizenzierten Tudor Pro Cycling Team und gewann die Gesamtwertung der Région Pays de la Loire Tour.

## Erfolge
2009
- Europäisches Olympisches Jugendfestival – Straßenrennen

2013
- Grand Prix de la ville de Nogent-sur-Oise

2015
- Skive-Løbet
- GP Horsens

2016
- Dänischer Meister – Straßenrennen
- GP Horsens

2017
- eine Etappe International Tour of Rhodes
- Gesamtwertung, eine Etappe und Punktewertung Tour du Loir-et-Cher

2018
- Sundvolden GP
- eine Etappe Tour of Norway
- Lillehammer GP

2019
- Punktewertung Settimana Internazionale
- Gesamtwertung und eine Etappe Circuit des Ardennes
- eine Etappe Tour de Yorkshire

2022
- Dänischer Meister – Straßenrennen

2023
- Gesamtwertung Région Pays de la Loire Tour

## Grand Tour-Platzierungen
| Grand Tour            | 2020 | 2021 | 2022 | 2023 | 2024 |
| --------------------- | ---- | ---- | ---- | ---- | ---- |
| Giro d’ItaliaGiro     | –    | –    | –    | –    | 110  |
| Tour de FranceTour    | –    | –    | –    | –    |      |
| Vuelta a EspañaVuelta | DNF  | –    | –    | –    |      |